# Роговой, Василий Васильевич
Василий Васильевич Роговой (укр. Василь Васильович Роговий; род. 2 марта 1953, село Мировка, Кагарлыкский район, Киевская область, УССР, СССР) — украинский государственный деятель и экономист. Занимал посты министра экономики (1998—1999, 2000—2001) и вице-премьера украинского правительства (2001—2002).

## Образование
В 1974 году окончил факультет экономики труда Киевского института народного хозяйства по специальности экономист.
Кандидат экономических наук (1981). Автор более 20 научных трудов.

## Трудовая деятельность
- С 1974 года работал инженером-экономистом Киевского производственного объединения имени Артема, проходил военную службу.
- В 1980-х годах работал в Институте экономики Академии наук Украины.
- 1988—1994 — работа в аппарате Кабинете министров Украины.
- 1994—1998 — первый заместитель Министра экономики Украины[1].
- 1998—1999 — Министр экономики Украины[2][3].
- 2000 — первый заместитель Главы Администрации президента Украины.
- 2000—2001 — Министр экономики Украины[4][5].
- 2001—2002 — вице-премьер-министр Украины[6][7].
- 2003—2004 — советник президента Украины, Уполномоченный Украины по вопросам Содружества Независимых Государств.
- 2004—2007 — заместитель Секретаря Совета национальной безопасности и обороны Украины по вопросам экономической, социальной и экологической безопасности.
- С 2010 — советник Президента Украины (вне штата)[8].

Советник председателя правления «Дочернего банка Сбербанка России».

## Семейное положение
Украинец. Отец Василий Логвинович (1926) и мать Зинаида Ивановна (1926) — пенсионеры. Жена Светлана Михайловна — кандидат экономических наук, экономист. Сын Михаил (1984).

## Награды и звания
- Полный кавалер ордена «За заслуги» (III — август 1998[9], II — август 2006[10], I — август 2013[11]) степеней, орденом Данилы Галицкого (февраль 2008)[12]. Заслуженный экономист Украины (февраль 2003)[13].
- Гранд-офицер ордена Заслуг (Португалия, 19 июня 2001)[14]
- Государственный служащий 1-го ранга (с октября 1994)[15].